# Pierre Hanon
Pierre Hanon (ur. 29 grudnia 1936 w Brukseli – zm. 13 października 2017) – belgijski piłkarz grający na pozycji defensywnego pomocnika. Był reprezentantem Belgii.

## Kariera klubowa
Swoją karierę piłkarską Hanon rozpoczął w 1945 roku w klubie RSC Anderlecht. W 1954 roku stał się członkiem pierwszego zespołu i w sezonie 1954/1955 zadebiutował w jego barwach w pierwszej lidze belgijskiej. W Anderlechcie grał do końca sezonu 1969/1970 rozgrywając w nim 353 ligowe mecze i zdobywając 29 goli. Wraz z Anderlechtem dziewięciokrotnie wywalczył tytuł mistrza Belgii w sezonach 1954/1955, 1955/1956, 1958/1959, 1961/1962, 1963/1964, 1964/1965, 1965/1966, 1966/1967 i 1967/1968. Dwukrotnie został wicemistrzem kraju w sezonach 1956/1957 i 1959/1960 oraz zdobył Puchar Belgii w sezonie 1964/1965. W 1970 roku dotarł z Anderlechtem do finału Pucharu Miast Targowych, jednak w finałowych meczach z Arsenalem (3:1, 0:3) nie wystąpił.
W 1970 roku Hanon odszedł do Cercle Brugge. W sezonie 1970/1971 wygrał z nim rozgrywki drugiej ligi i wywalczył awans do pierwszej. Po trzech latach gry w Cercle Brugge odszedł do RAEC Mons, w którym zakończył karierę w 1974. W Mons przez sezon 1973/1974 pełnił rolę grającego trenera.
| Sezon   | Klub           | Kraj   | Rozgrywki   | Mecze | Gole |
| ------- | -------------- | ------ | ----------- | ----- | ---- |
| 1954/55 | RSC Anderlecht | Belgia | Division 1  | 2     | 0    |
| 1955/56 | RSC Anderlecht | Belgia | Division 1  | 24    | 1    |
| 1956/57 | RSC Anderlecht | Belgia | Division 1  | 15    | 0    |
| 1957/58 | RSC Anderlecht | Belgia | Division 1  | 23    | 0    |
| 1958/59 | RSC Anderlecht | Belgia | Division 1  | 23    | 1    |
| 1959/60 | RSC Anderlecht | Belgia | Division 1  | 30    | 2    |
| 1960/61 | RSC Anderlecht | Belgia | Division 1  | 30    | 3    |
| 1961/62 | RSC Anderlecht | Belgia | Division 1  | 28    | 4    |
| 1962/63 | RSC Anderlecht | Belgia | Division 1  | 28    | 2    |
| 1963/64 | RSC Anderlecht | Belgia | Division 1  | 30    | 5    |
| 1964/65 | RSC Anderlecht | Belgia | Division 1  | 19    | 2    |
| 1965/66 | RSC Anderlecht | Belgia | Division 1  | 25    | 6    |
| 1966/67 | RSC Anderlecht | Belgia | Division 1  | 30    | 0    |
| 1967/68 | RSC Anderlecht | Belgia | Division 1  | 25    | 3    |
| 1968/69 | RSC Anderlecht | Belgia | Division 1  | 14    | 1    |
| 1969/70 | RSC Anderlecht | Belgia | Division 1  | 7     | 1    |
| 1970/71 | Cercle Brugge  | Belgia | Division 2  | 30    | 5    |
| 1971/72 | Cercle Brugge  | Belgia | Division 1  | 27    | 3    |
| 1972/73 | Cercle Brugge  | Belgia | Division 1  | 20    | 3    |
| 1973/74 | RAEC Mons      | Belgia | Division 3B | 28    | 7    |

## Kariera reprezentacyjna
W reprezentacji Belgii Hanon zadebiutował 25 września 1958 w przegranym 2:3 towarzyskim meczu z Holandią, rozegranym w Antwerpii i w debiucie strzelił gola. W swojej karierze grał w eliminacjach do MŚ 1962, do Euro 64, do MŚ 1966 i do Euro 68. Od 1958 do 1969 rozegrał w kadrze narodowej 48 meczów i strzelił 3 gole.